# Yukon Manhunt
Yukon Manhunt è un film del 1951 diretto da Frank McDonald.
È un western statunitense con Kirby Grant, Gail Davis e Margaret Field. Fa parte della serie di film con Kirby Grant e il suo cane Chinook realizzati per la Monogram Pictures.

## Produzione
Il film, diretto da Frank McDonald su una sceneggiatura di William Raynor basata sui personaggi creati da James Oliver Curwood, fu prodotto da Lindsley Parsons per la Lindsley Parsons Productions e girato a Big Bear Lake e a Big Bear Valley, San Bernardino National Forest, California, nella seconda metà di aprile del 1951.

## Distribuzione
Il film fu distribuito negli Stati Uniti dal 12 luglio 1951 (première l'8 luglio) al cinema dalla Monogram Pictures.